# 罗通山镇
罗通山镇，是中华人民共和国吉林省通化市柳河县下辖的一个乡镇级行政单位。

## 行政区划
罗通山镇下辖以下地区：
通南社区、通北社区、通沟村、自立村、大砬子沟村、自然村、胜利村、阎家村和福民村。